# Pterophorus albidus
Pterophorus albidus là một loài bướm đêm thuộc họ Pterophoridae. Nó sống ở Châu Phi, phía nam và Đông Nam Á, bao gồm New Guinea và Úc, cũng như Nhật Bản (Kyushu) và the quần đảo Ryukyu (Tokuno-shima, Okinoerabu-jima, Okinawa).
Chiều dài cánh trước là 8–10 mm.
Ấu trùng được ghi nhận ăn các loài Ipomoea nil.

## Hình ảnh

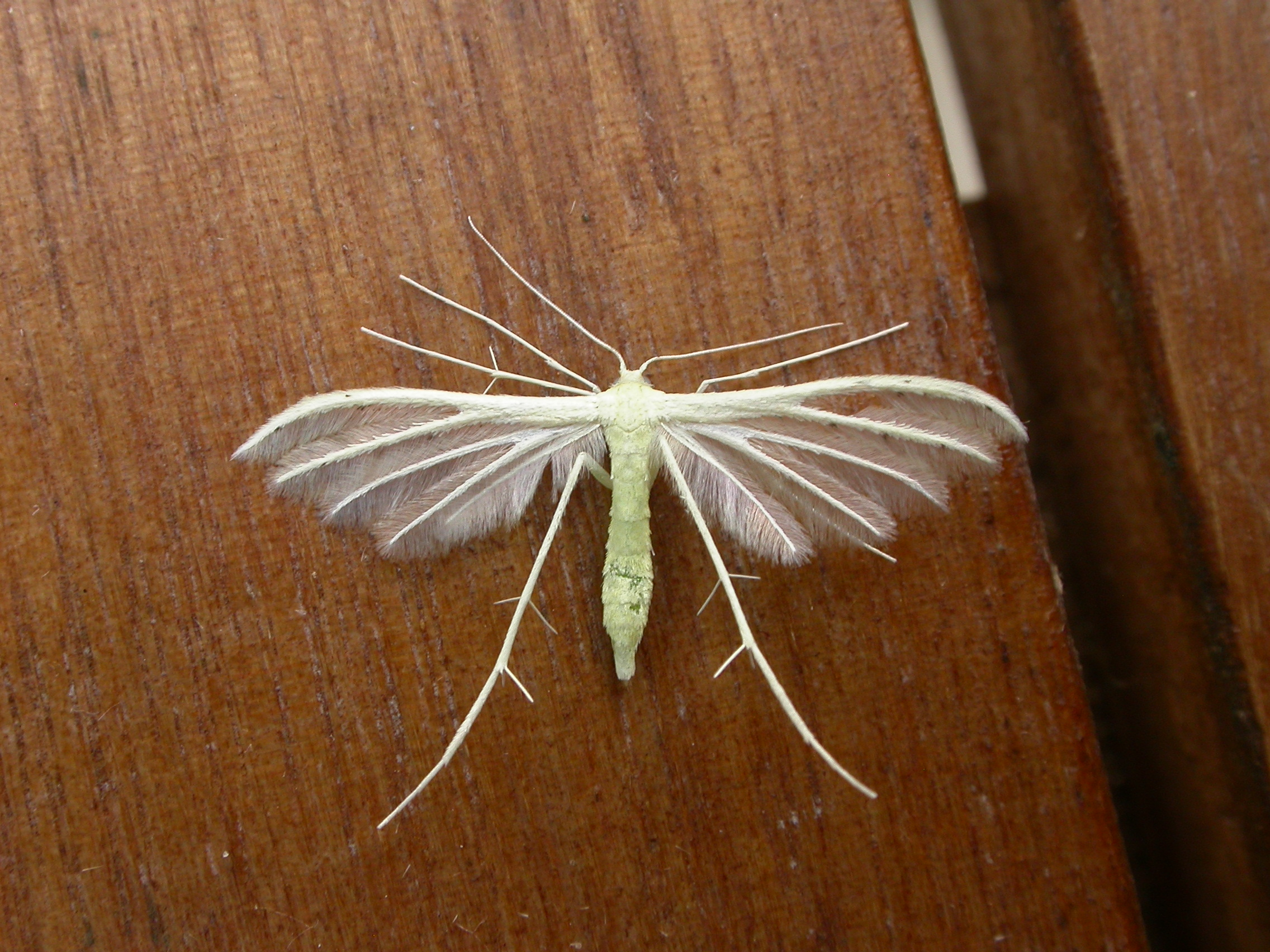